# Parafia św. Małgorzaty w Pierzchałach
Parafia św. Małgorzaty w Pierzchałach – parafia rzymskokatolicka, znajdująca się w archidiecezji warmińskiej, w dekanacie Braniewo. W parafii posługują księża diecezjalni. Według stanu na luty 2019 proboszczem parafii był ks. mgr Jarosław Kruszewski. 